# Johann Zorn
Johann (ou Johannes) Zorn (Kempten, Baviera, 1739 – 1799) foi um farmacêutico e botânico alemão.

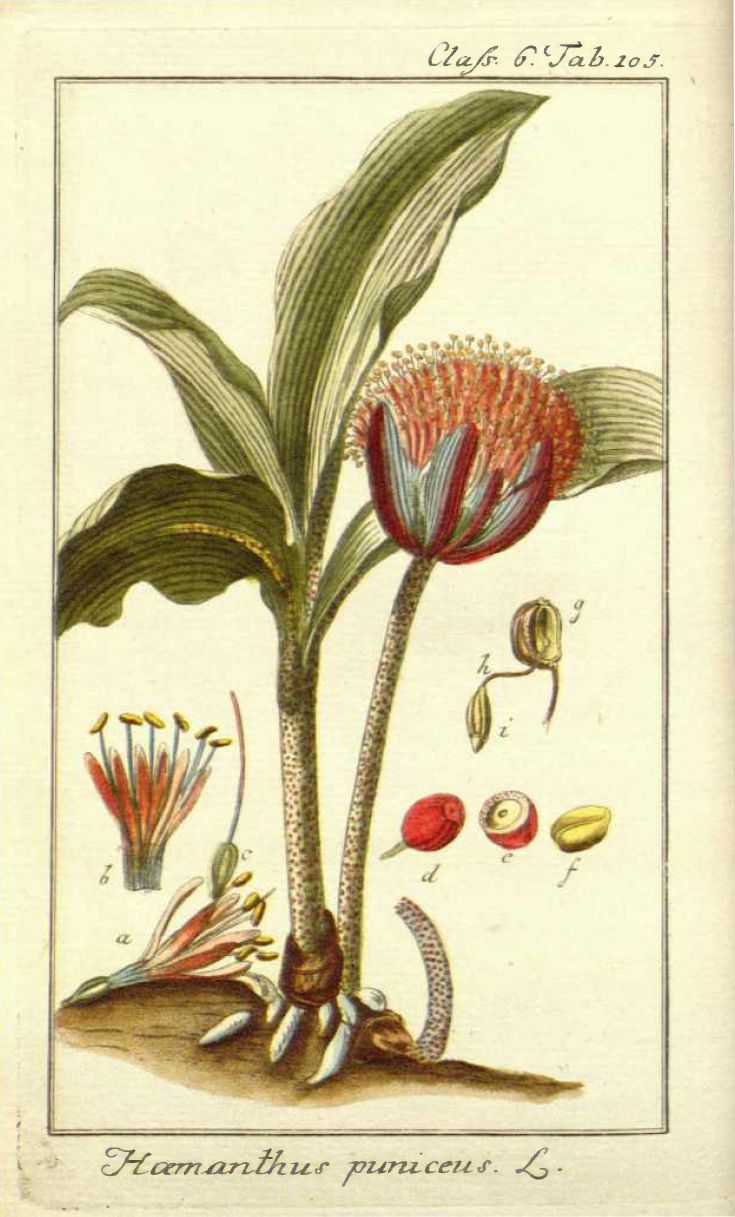
Scadoxus puniceus de Johannes Zorn.